# Jupiaba pirana
Jupiaba pirana é uma espécie de peixe da família dos caracídeos e da ordem dos caraciformes. Os machos podem alcançar 4,4 cm de comprimento. Viveu em zonas de clima tropical, na América do Sul, mais especificamente, na bacia do rio Tapajós, no Brasil.